# Monhystera campbelli
Monhystera campbelli is een rondwormensoort uit de familie van de Monhysteridae.